# Museo Imperial de Guerra de Duxford
El Museo Imperial de Guerra de Duxford (comúnmente llamado simplemente como «Duxford») es una rama del Museo Imperial de la Guerra ubicado cerca del pueblo de Duxford en Cambridgeshire, Reino Unido. Como el museo británico de aviación más grande, en Duxford se encuentran muchas exhibiciones, incluyendo 200 aeronaves, vehículos militares y de artillería, y pequeños buques distribuidos en los 7 edificios principales de exhibición.

## Orígenes del aeródromo de Duxford

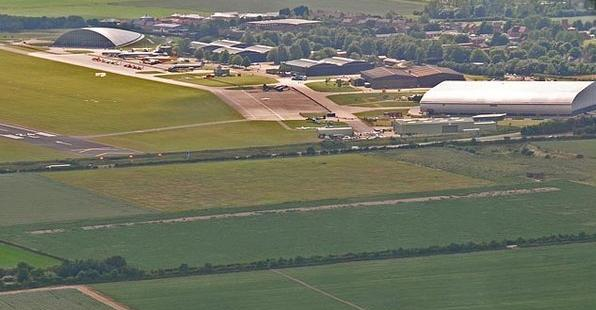
Una vista aérea del sitio de Duxford. Visible a la derecha está la gran sala de exposiciones AirSpace, los hangares 2, 3, 4 y 5, el American Air Museum y el extremo este de la pista

Cuando se planeó originalmente en 1917, el aeródromo de Duxford debía ocupar un terreno de 238 acres (96,3 ha) dividido por lo que ahora es la carretera A505, que corre hacia el noreste desde Royston hasta Newmarket. El área al norte de la carretera estaría ocupada por edificios administrativos y de alojamiento; con el aeródromo, los hangares y los edificios técnicos en el lado sur. Todavía dividido por la A505, el emplazamiento del museo ahora está delimitado al este por la autopista M11, que se encuentra con la A505 adyacente al terreno del museo en el enlace número 10. La construcción de la M11 en 1977 obligó a acortar 300 m la pista de aterrizaje. En su función de museo, el lado norte está ocupado por las colecciones almacenadas del Museo Imperial de la Guerra y generalmente no está abierto al público, mientras que en el lado sur se sitúan varios hangares y otros edificios históricos, estructuras especialmente diseñadas, y dos pistas de aterrizaje.
La entrada para visitantes del lado sur, que ahora alberga una tienda y los instalaciones de recepción, anteriormente era la armería del aeródromo. Los diversos edificios están dispuestos aproximadamente en paralelo a la A505; AirSpace está más al este, con los hangares 2, 3, 4 y 5 hacia el oeste, seguidos por el American Air Museum y el Land Warfare Hall. El emplazamiento del museo mide aproximadamente 1800 m (1968,5 yd) de un extremo a otro, por lo que un autobús para los visitantes opera durante el horario de apertura recorriendo las distintas zonas de exhibición.
Algunas aeronaves y otras exhibiciones se muestran en el exterior, como un A34 Comet y una réplica de un Hawker Hurricane situados en la entrada principal. Varios aviones comerciales pertenecientes a la Duxford Aviation Society se encuentran en una plataforma frente a los hangares. Un misil tierra-aire Bloodhound se encuentra en el lugar original del hangar demolido. Un caza McDonnell Douglas F-15 Eagle anteriormente se encontraba cerca del American Air Museum, aunque posteriormente se suspendió del techo en el interior. Un  carro de combate Centurion se encuentra junto al Land Warfare Hall, al igual que el Gibraltar Gun, una pieza de artillería de calibre 9,2 pulgadas (234 mm) originalmente emplazada en el Peñón de Gibraltar.

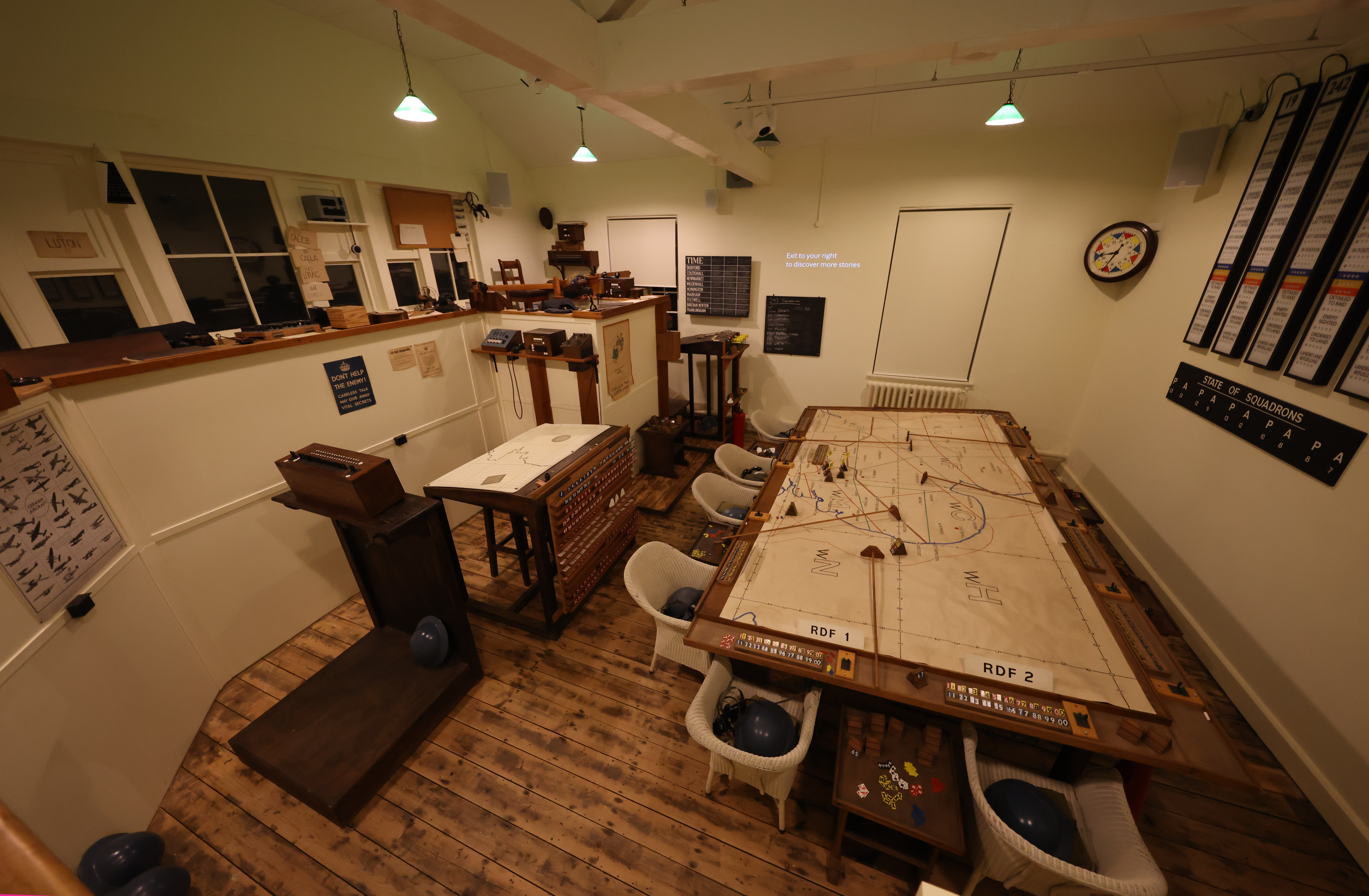
Una vista de la sala de operaciones original de Duxford

Como sitio histórico, muchos de los edificios de Duxford tienen un significado arquitectónico o histórico particular. En 2005, tras una revisión de sitios relacionados con la historia de la aviación británica realizada por English Heritage, unos 255 edificios en 31 sitios recibieron el estatus de monumentos catalogados. Duxford contiene más de treinta de estos edificios, el mayor número de estos elementos reunidos en un mismo lugar. Los edificios catalogados incluyen tres hangares que datan de la Primera Guerra Mundial y el bloque de operaciones, que recibió el estado de Grado II*. Este bloque, abierto al público, alberga la sala de operaciones de guerra desde la que se dirigían los aviones de Duxford. Otro edificio histórico, la Oficina de Vigilancia de 1918, ha sido convertido para albergar la exhibición Historic Duxford, que describe su historia y las experiencias del personal de Duxford.

## Hangar aeronáuticoAirSpace
En 2000, Duxford anunció planes para la remodelación del Hangar 1, anteriormente conocido como 'Superhangar', que se construyó en la década de 1980. Los planes permitieron ampliar el edificio en un 40%, proporcionando más espacio de exhibición y conservación, mejoraron las condiciones internas, haciendo posible que la colección de aviones británicos y de la Commonwealth del museo quedara bajo techo. El permiso de planificación se recibió más adelante ese mismo año. El proyecto costó 25 millones de libras y fue parcialmente financiado por el Heritage Lottery Fund, la Agencia de Desarrollo del Este de Inglaterra y BAE Systems, que contribuyeron con 6 millones de libras. El edificio, que cubre 12.000 m² de superficie, consta de un área de conservación de aeronaves, una gran sala de exposiciones y un entrepiso que ofrece vistas de la nave aeronáutica e instalaciones educativas interactivas que exploran la ingeniería aeroespacial y el vuelo).
La nave AirSpace se abrió oficialmente al público el 12 de julio de 2007. En su interior se exhiben más de 30 aviones, que datan de la Primera Guerra Mundial; y entre los aviones más antiguos se incluyen raros ejemplares de un Airco DH.9 y de un Royal Aircraft Factory R.E.8. El primero es uno de los seis DH9 supervivientes y el único ejemplar en exhibición en el Reino Unido, y el segundo es el único R.E.8 completo y original que existe. Otros aviones notables más recientes son un Hawker Siddeley Harrier que sirvió durante la guerra de las Malvinas con el 1.er Escuadrón de la RAF, y un Panavia Tornado, que realizó la mayor cantidad de incursiones de bombardeo de cualquier Tornado durante la Guerra del Golfo de 1991. También se exhibe un avión de ataque BAE TSR-2, uno de los dos únicos ejemplares sobrevivientes de la cancelación del proyecto en 1965. Las adiciones recientes incluyen un Eurofighter Typhoon DA4, uno de los siete aviones de desarrollo Typhoon, que fue donado al museo por el Ministerio de Defensa en 2008 y se exhibió a partir de junio de 2009. Los aviones civiles incluyen el Concorde y el Comet de la Sociedad de Aviación de Duxford.

### Airborne Assault(Asalto Aerotransportado)
El hangar AirSpace también alberga Asalto Aerotransportado, el museo del Regimiento Paracaidista del ejército británico y las fuerzas aerotransportadas. Anteriormente ubicado en Browning Barracks, cerca de Aldershot, el museo se abrió al público en Duxford el 8 de diciembre de 2008. La ceremonia de apertura fue dirigida por el entonces Príncipe Carlos, Coronel en Jefe del Regimiento de Paracaidistas. El museo, que costó 3 millones de libras, narra la historia de las fuerzas aerotransportadas británicas desde la Segunda Guerra Mundial hasta la operación Herrick desarrollada en Afganistán.

## Hangar 2: Aeronaves voladoras
El Hangar 2 es una nave doble del Tipo T2, erigido en la década de 1970, que ocupa el lugar de otro hangar T2 que había sido erigido en la década de 1950. Tiene capacidad para los aviones que pueden volar de las compañías de aviación privada de Duxford, como The Fighter Collection, y permite a los visitantes ver los aviones en mantenimiento o restauración.

## Hangar 3: Aire y Mar

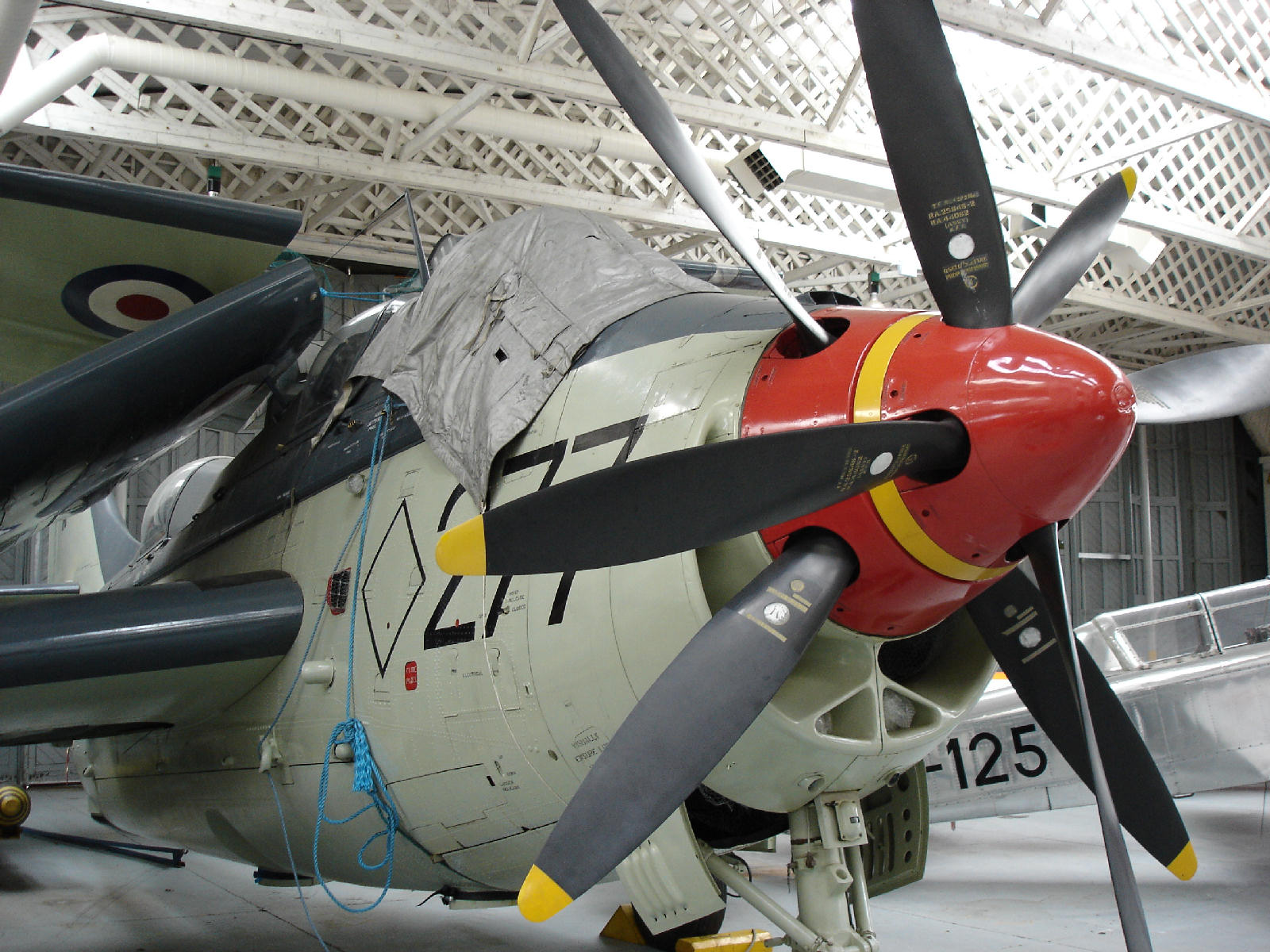
Fairey Gannet AS6, con las cerchas Belfast que sujetan la cubierta del hangar visibles arriba

El Hangar 3, con una cubierta de vigas de celosía Belfast originales, alberga la exposición marítima de Duxford. La colección incluye notables embarcaciones y aeronaves navales. Enter los barcos en exhibición figuran el Coastal Motor Boat 4, construido por Thornycroft en 1916. Este barco entró en acción durante la Campaña báltica de 1918-19, y su comandante, el teniente Augustus Agar, ganó la Cruz Victoria por hundir el crucero ruso Oleg el 17 de junio de 1919. Otros barcos incluyen el la lancha torpedera Vosper MTB-71, adquirida del British Military Powerboat Trust en 2005, un ejemplo de un minisubmarino X-Craft, y un barco de la Royal National Lifeboat Institution en tiempos de guerra, el Jesse Lumb, que estaba estacionado en Bembridge, en la isla de Wight. También se exhiben numerosos aviones navales, incluidos un de Havilland DH.110 Sea Vixen, un Sea Venom y un Sea Vampire, y un helicóptero Westland Wasp que se embarcó en la fragata HMS Apollo durante la guerra de las Malvinas.

## Hangar 4: Exposición de la Batalla de Gran Bretaña

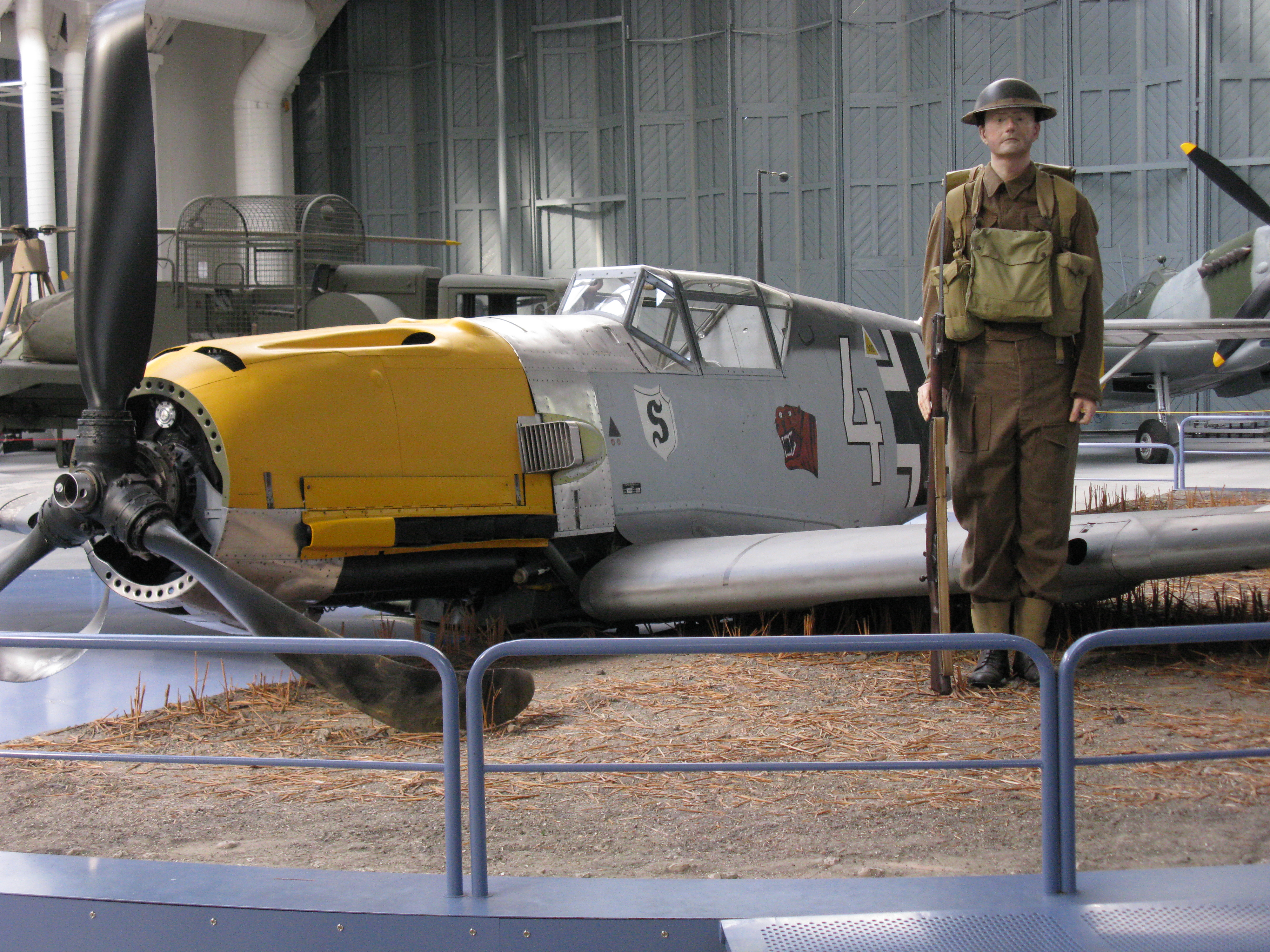
Fuselaje de un Bf 109E estrellado, exhibido en el Hangar 4

El Hangar 4 es una de las edificaciones históricas de Duxford, y alberga una exposición que explora la historia de Duxford como aeródromo operativo de la RAF desde la Primera Guerra Mundial hasta la Guerra Fría. El primer período está representado por un Bristol Fighter, un tipo de aeronave operado por la Escuela de Entrenamiento de Vuelo No.2 de Duxford desde 1920. El último período está representado por un Hawker Hunter que voló en Duxford con el Escuadrón n.º 65 de la RAF; por un Gloster Javelin, el tipo de avión que realizó el último vuelo operativo en Duxford en 1961; y por un Mikoyan-Gurevich MiG-21 húngaro, un avión de combate común entre las fuerzas del Pacto de Varsovia. Se enfatiza particularmente la defensa aérea de Gran Bretaña durante la Segunda Guerra Mundial, con exhibiciones que representan la Batalla de Gran Bretaña, el blitz alemán y la ofensiva Fieseler Fi 103 de 1944. Entre los aviones más notables destacan un Messerschmitt Bf 109E que voló durante la Batalla de Gran Bretaña hasta que fue forzado a aterrizar en Sussex debido a una fallo del motor, que se muestra como parte de una recreación que muestra el avión estrellado bajo vigilancia. Un avión inusual en exhibición es el autogiro Cierva C.30A, que fue utilizado por el Ala 74 de Señales, con sede en Duxford, para probar la calibración de las unidades de radar costero.

## Hangar 5: Conservación en Acción
El Hangar 5, el hangar original más occidental, alberga los talleres de conservación de aviones de Duxford. Abierto al público, el hangar permite a los visitantes ver al personal del museo y a los voluntarios trabajando en diversas tareas de conservación. Los proyectos notables incluyen un caza japonés Mitsubishi A6M Zero adquirido de un propietario estadounidense en condición de 'recuperación de la jungla', y un Royal Aircraft Factory R.E.8 ahora en exhibición en el hangar AirSpace. Duxford es socio del Consejo Británico de Preservación de la Aviación en la Iniciativa Nacional de Habilidades del Patrimonio de la Aviación, que ha sido financiada desde 2005 por el Heritage Lottery Fund y tiene como objetivo brindar capacitación a voluntarios que apoyan proyectos del patrimonio de la aviación. Actualmente se está trabajando en un Handley Page Victor.

## Museo Americano del Aire

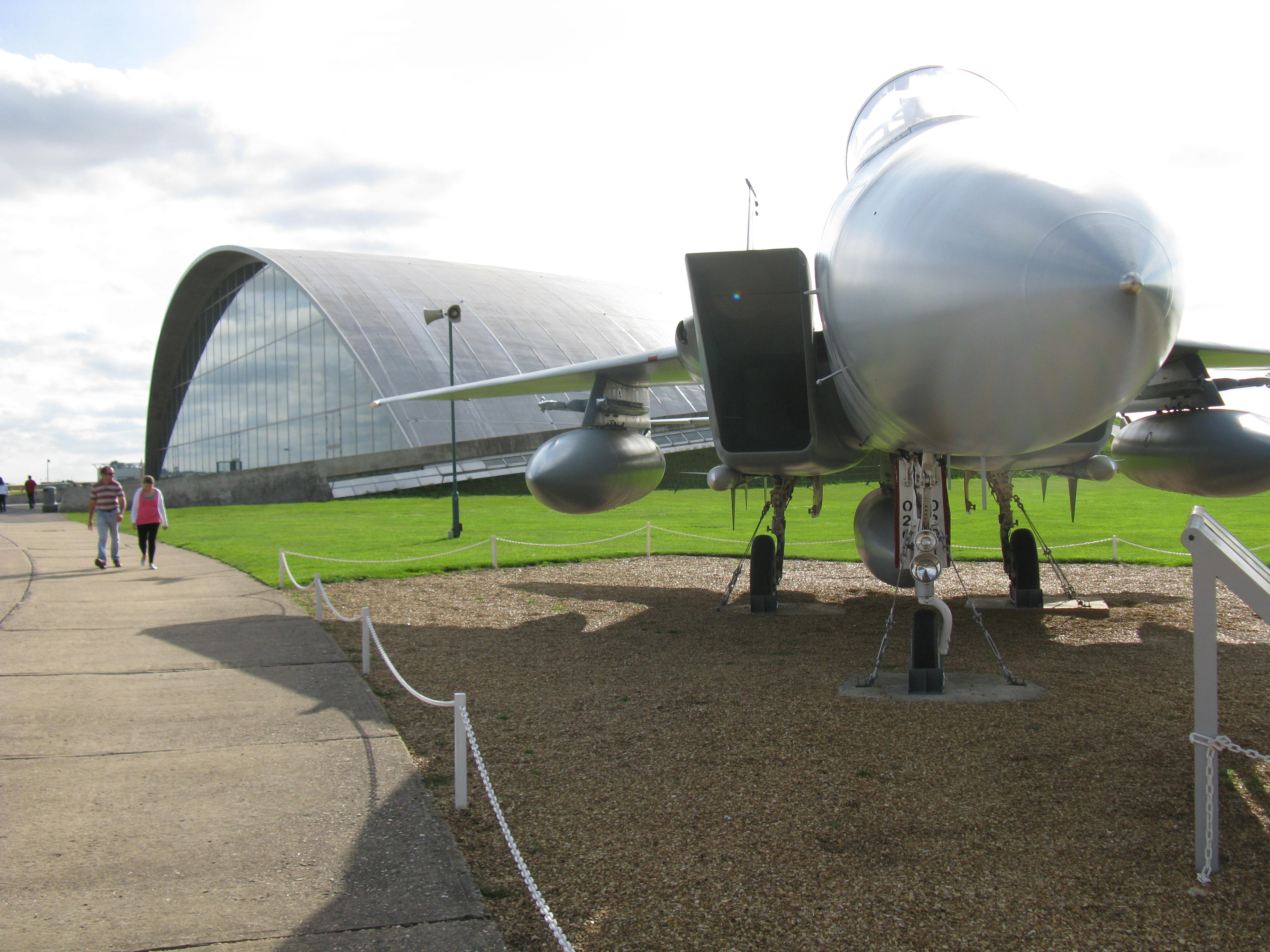
Un McDonnell Douglas F-15 Eagle de la Fuerza Aérea de los Estados Unidos, con el Museo Americano del Aire detrás

Desde finales de la década de 1970, el museo adquirió varios aviones estadounidenses importantes: un B-17G Flying Fortress en 1978, un Boeing B-29 Superfortress llamado It's Hawg Wild en 1980, y un Boeing B-52 Stratofortress en 1983. Gracias a la asociación de Duxford con las Fuerzas Aéreas del Ejército de los Estados Unidos (USAAF), a mediados de la década de 1980 se desarrollaron planes para una conmemoración del papel de las fuerzas aéreas de Estados Unidos durante la Segunda Guerra Mundial. Se formó un grupo de seguidores estadounidenses y se encargó al arquitecto Norman Foster que diseñara un nuevo edificio. La recaudación de fondos para el proyecto comenzó en 1987, y se buscó apoyo y fondos en los Estados Unidos. Uno de los miembros fundadores fue el general James H. Doolittle en 1989. Se llevaron a cabo eventos de recaudación de fondos en los EE. UU., celebrados en Houston (1989), Washington D. C. (1991) y Los Ángeles (1992). El proyecto fue ampliamente apoyado en Norteamérica por unos 50.000 suscriptores particulares. Se obtuvo una financiación adicional de 1 millón de dólares procedente de Arabia Saudita y de 6,5 millones de libras donados por el Heritage Lottery Fund. El 8 de septiembre de 1995, el comandante James E Stokes, veterano del 78 Grupo de Cazas en tiempos de guerra, puso la primera piedra del nuevo edificio.

### Arquitectura y construcción
El American Air Museum fue diseñado por Norman Foster y Chris Wise de la oficina de ingeniería Arup. La especificación del museo requería un edificio emblemático que proporcionaría un telón de fondo neutral para la colección de aeronaves y proporcionaría controles climáticos apropiados, a la vez que su explotación fuera rentable. El edificio tiene la forma de una sección toroidal, formada por un techo curvo de hormigón de 90 m de ancho, 18.5 m de alto y 100 m de largo. Las dimensiones del edificio fueron dictadas por la necesidad de acomodar el bombardero B-52 Stratofortress del museo con su envergadura de 61 m y una cola de 16 m de altura. La cubierta se construyó como un caparazón de hormigón de doble capa, formado por 924 secciones hormigón armado prefabricadas. Las secciones en forma de T invertida constituyen la capa interior, completada con paneles planos que formaban la capa exterior.

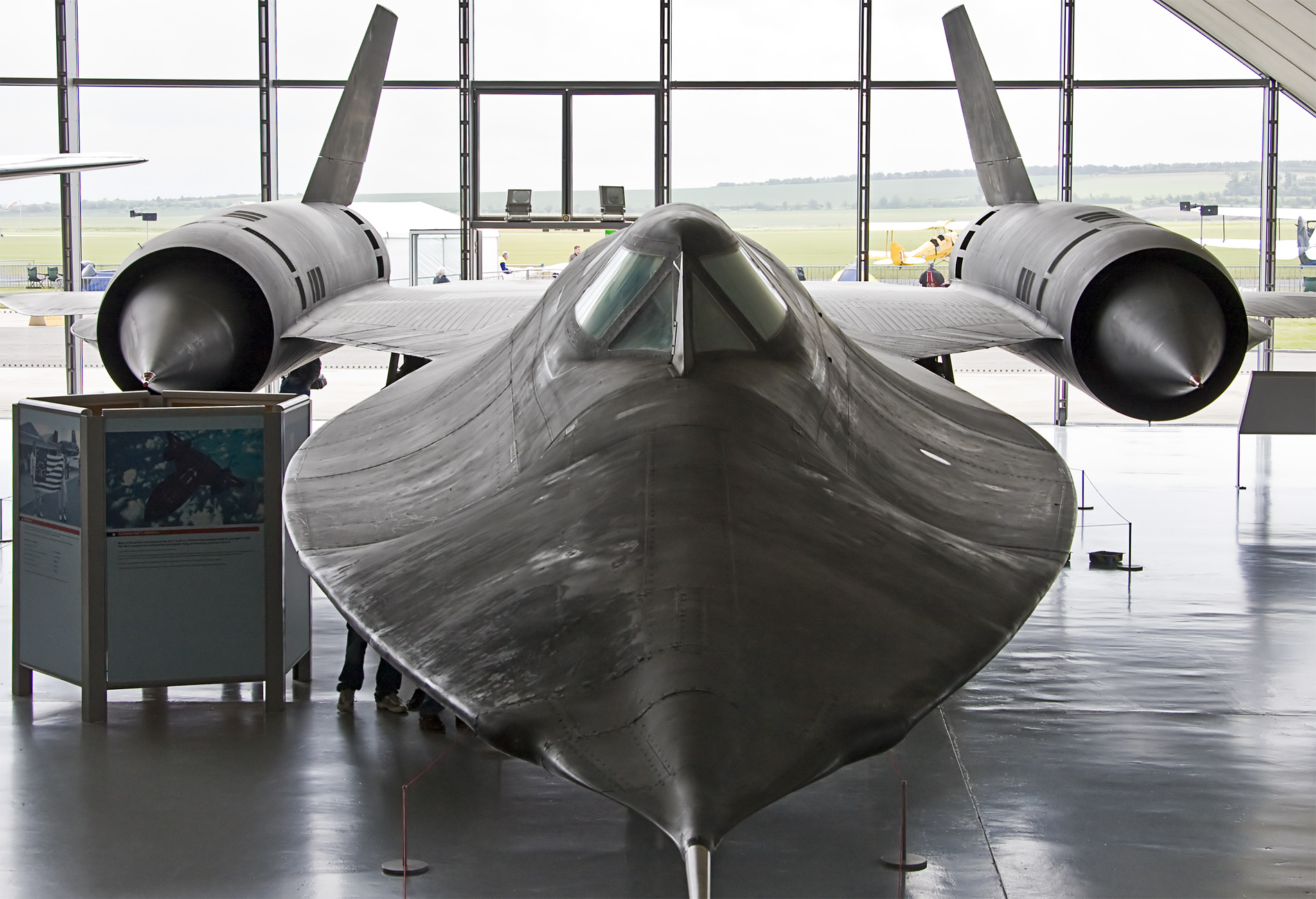
Lockheed SR-71 Blackbird −962

El techo pesa 6000 toneladas y es capaz de soportar aeronaves suspendidas que pesen hasta 10 toneladas. Una pared de vidrio, desmontable para permitir la reubicación de las aeronaves, permite la entrada de la luz del día, lo que reduce los costos de iluminación y permite ver las aeronaves desde el exterior del edificio. También permite a los visitantes situados dentro del museo ver aterrizar o despegar aviones. Desde la perspectiva del visitante, la entrada peatonal conduce a un entresuelo al nivel de la cabina del B-52 del museo, mientras que la falta de columnas de soporte permite que las aeronaves cuelguen del techo. El suelo del edificio, que cubre 6500 m², soporta las aeronaves más pesadas. La obra comenzó con la construcción de los estribos en octubre de 1995, y el techo se completó en septiembre de 1996. El edificio ganó el Premio Stirling de 1998 para Foster and Partners y los jueces lo describieron como "un gran hangar grande y despejado de un edificio... impresionante, imponente, un objeto lleno de belleza... simple pero repleto de imágenes".

### Apertura y reinauguración

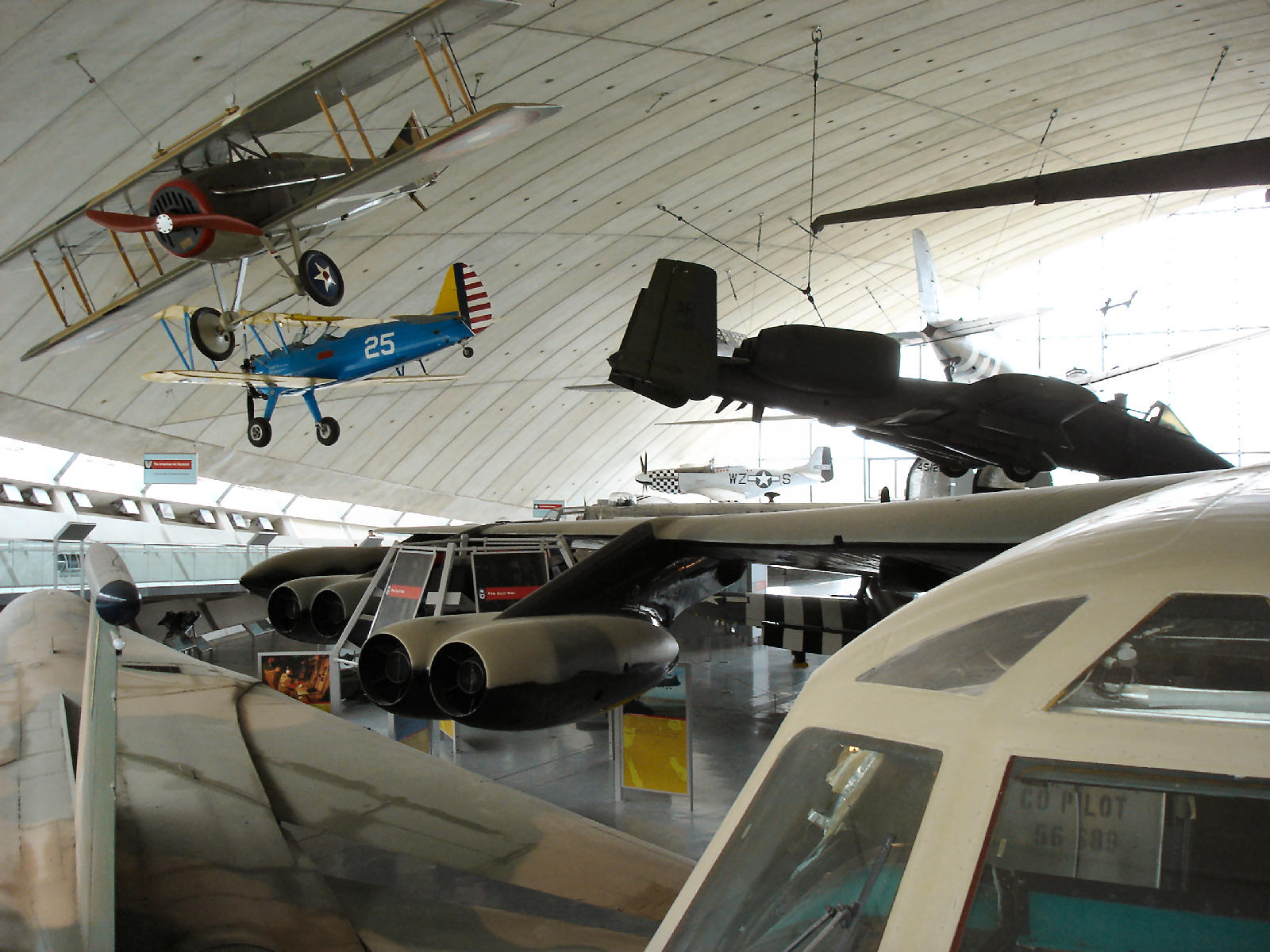
Interior del Museo Americano del Aire: General Dynamics F-111 Aardvark (primer plano a la izquierda), cabina de un Boeing B-52 Stratofortress (derecha al fondo), y un SPAD S.XIII, un PT-17 y un Fairchild-Republic A-10 Thunderbolt II (suspendidos del techo)

El American Air Museum fue inaugurado por la reina Isabel II el 1 de agosto de 1997. El costo total del proyecto fue de 13,5 millones de libras. El museo se volvió a inaugurar el 27 de septiembre de 2002, en una ceremonia a la que asistieron Carlos III del Reino Unido y el ex expresidente de EE. UU. George H. W. Bush. Desde que se inauguró, se retiró temporalmente el frente de vidrio del museo para permitir el acceso del Lockheed SR-71 y del Consolidated B-24 Liberator. El SR-71, número de serie 61-7962, es el único ejemplar de su tipo en exhibición fuera de los Estados Unidos, y estableció un récord de altitud de vuelo de 85.069 pies (25.929 m) en julio de 1976. Además del Blackbird, otros diecinueve aviones estadounidenses están en exhibición. Entre los ejemplos destacables figuran un Douglas C-47 Skytrain que voló con el 316th Troop Carrier Group y participó en tres importantes operaciones aerotransportadas de la Segunda Guerra Mundial: el Desembarco de Normandía, la Operación Market Garden y la Operación Varsity de junio de 1944, además del cruce aéreo del Rin en marzo de 1945. El B-29 del museo voló durante la guerra de Corea como parte de la 7.ª Ala de Bombardeo; es el único ejemplo en Europa y uno de los dos únicos conservados en museos fuera de los Estados Unidos. El B-52 realizó 200 salidas durante la Guerra de Vietnam como parte de la 28 Ala de Bombardeo. El General Dynamics F-111 Aardvark en exhibición voló 19 misiones durante la Guerra del Golfo de 1991, formando parte del 77 Escuadrón de Cazas.
El 17 de enero de 2014, el museo anunció una dotación de 980.000 libras esterlinas donadas por el Heritage Lottery Fund. El museo planeó usar el dinero para construir un sitio web basado en la colección fotográfica del historiador de la aviación Roger Freeman, con el fin de actualizar la interpretación del museo y para conservar aeronaves y otras exhibiciones. El museo lanzó americanairmuseum.com en octubre de 2014. El sitio web busca obtener mediante crowdsourcing datos, fotografías e información del público sobre los hombres y mujeres de las Fuerzas Aéreas del Ejército de los EE. UU., facilitada por personas que se hicieron sus amigos.

## Land Warfare Hall(Salón de la guerra terrestre)

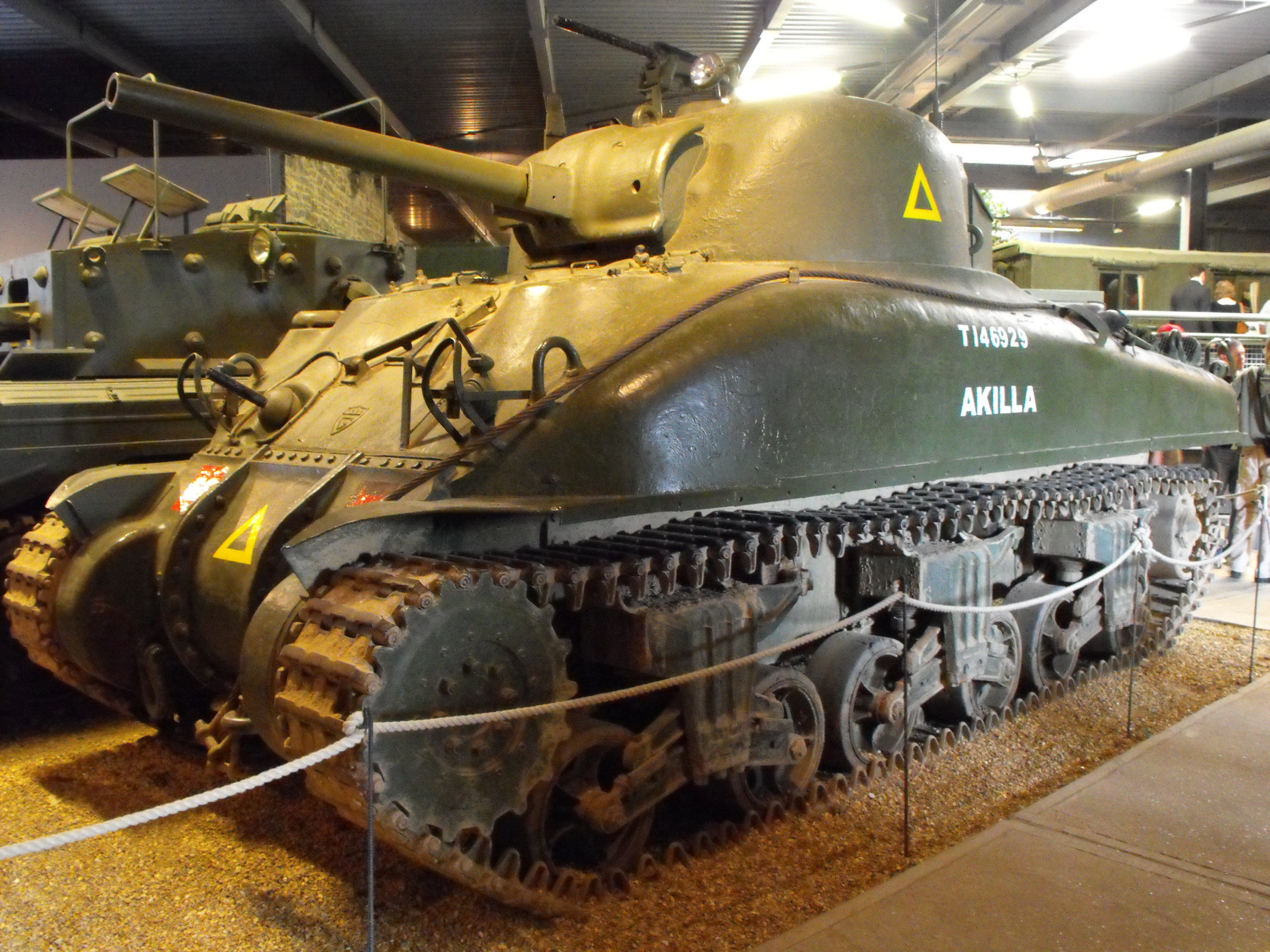
Tanque Sherman canadiense

El "Land Warfare Hall" fue inaugurado el 28 de septiembre de 1992 por el mariscal de campo Lord Bramall. El edificio alberga la colección de vehículos blindados, artillería y vehículos militares del Museo Imperial de la Guerra. También se incluyen los vehículos pertenecientes a la Sección de Vehículos Militares de la Sociedad de Aviación de Duxford. La sala consta de un mirador que recorre la mayor parte de su longitud y ofrece vistas de vehículos militares, tanques y artillería que van cronológicamente desde la Primera Guerra Mundial hasta la actualidad. Notable entre las exhibiciones de la Primera Guerra Mundial es un armón de artillería dañado en combate, que fue utilizado por la Batería L de la Artillería Real tirada por Caballos durante una acción en Néry, en septiembre de 1914, donde se ganaron tres Cruces Victoria. La Segunda Guerra Mundial en particular se ilustra con cuadros de la Campaña en África del Norte, del Frente Oriental y de la Batalla de Normandía. Fuera del edificio se encuentra un puente de calzada flotante Whale, que se extiendió desde el espigón Mulberry B en el puerto de Arromanches.
Los vehículos importantes de la colección incluyen tres coches de mando utilizados por el mariscal de campo Montgomery, comandante del 21 Grupo de Ejército durante la campaña del noroeste de Europa. También se exhiben extractos de los documentos personales de Montgomery, que se encuentran en el Departamento de Documentos del Imperial War Museum. Otros cuadros representan escenas de conflictos posteriores a 1945, como la guerra de Corea, el Conflicto norirlandés, la guerra de las Malvinas, las fuerzas de paz en Bosnia y la Guerra del Golfo. Como muchos de los vehículos en el Land Warfare Hall se mantienen en condiciones de funcionamiento, el sitio cuenta con un taller mecánico y un área para que puedan circular los vehículos situada detrás del edificio.
Se exhiben varios dioramas, incluido el de la Batalla de la Pista de Tenis.

### La Guerra Olvidada
El Land Warfare Hall también alberga la exposición denominada "Forgotten War" (La Guerra Olvidada), que se inauguró el 25 de marzo de 1999 y que fue un proyecto conjunto entre el Imperial War Museum y la Asociación Burma Star, que representa a los veteranos de la Campaña de Birmania, que a menudo se considera que lucharon en un "Forgotten Army" en comparación con los militares que lucharon en Europa. La exposición explora aspectos de la Segunda Guerra Mundial en el Lejano Oriente, y presenta artefactos, películas y fotografías de archivo, y recreaciones que representan escenas con tropas que se mueven a través de la selva y una aldea birmana. La exhibición fue apoyada financieramente por la Birmania Star Association y por 126.000 libras aportadas por el National Heritage Memorial Fund.

### Museo y Memorial del Regimiento Royal Anglian
El Land Warfare Hall también alberga el Royal Anglian Regiment Museum. El Regimiento Royal Anglian se formó en 1964 por la fusión de los tres regimientos de la Brigada East Anglian y el Regimiento Royal Leicestershire. El museo fue inaugurado en junio de 1996 por el destacado corresponsal de guerra Martin Bell, quien había sido sargento en el Regimiento de Suffolk. El museo recorre la historia del Regimiento y sus antecedentes, que se remontan al siglo XVII, hasta las recientes operaciones en Irak, Afganistán y Sierra Leona. Junto al museo se encuentra la Exposición del Regimiento de Cambridgeshire, que muestra elementos de su colección. Las exhibiciones incluyen los Tambores de Singapur, perdidos en la Batalla de Singapur en 1942 y recuperados después de la guerra.
El 12 de septiembre de 2010 se dedicó un monumento al Royal Anglian Regiment en Duxford. Se lanzó una campaña de recaudación de fondos, que recaudó más de 340.000 libras, tras la muerte en acción de nueve soldados del 1.º Batallón del Regimiento Royal Anglian durante las operaciones en la provincia de Helmand de 2007 en Afganistán. El monumento está inscrito con los nombres de 78 soldados muertos desde 1958 (cuando se formó el primero de los tres regimientos del East Anglian) en conflictos que incluyen Afganistán, Irak, Irlanda del Norte y Adén. A la inauguración asistieron más de 5000 personas.

## Lado norte: depósito de colecciones
Además de los edificios de exhibición, el 'Lado norte' de Duxford, el área del museo situada al norte de la carretera A505, sirve de espacio de almacenamiento para las colecciones del Museo Imperial de la Guerra, que incluyen la colección de películas con numerosas bobinas originales de nitrato de celulosa, un material altamente inflamable y que está sujeto a descomposición, guardados en bóvedas especialmente diseñadas en las cercanías de Ickleton. Otras colecciones almacenadas en el lado norte de Duxford incluyen libros, mapas, fotografías, documentos y colecciones de uniformes y equipo.